# 榮光街
榮光街（英語：Wing Kwong Street）是香港九龍土瓜灣的一條街道，雙線單程行車，左右兩旁設有兩小時泊車收費咪錶，全長約250米。北至土瓜灣銀漢街，西至土瓜灣馬頭圍道。

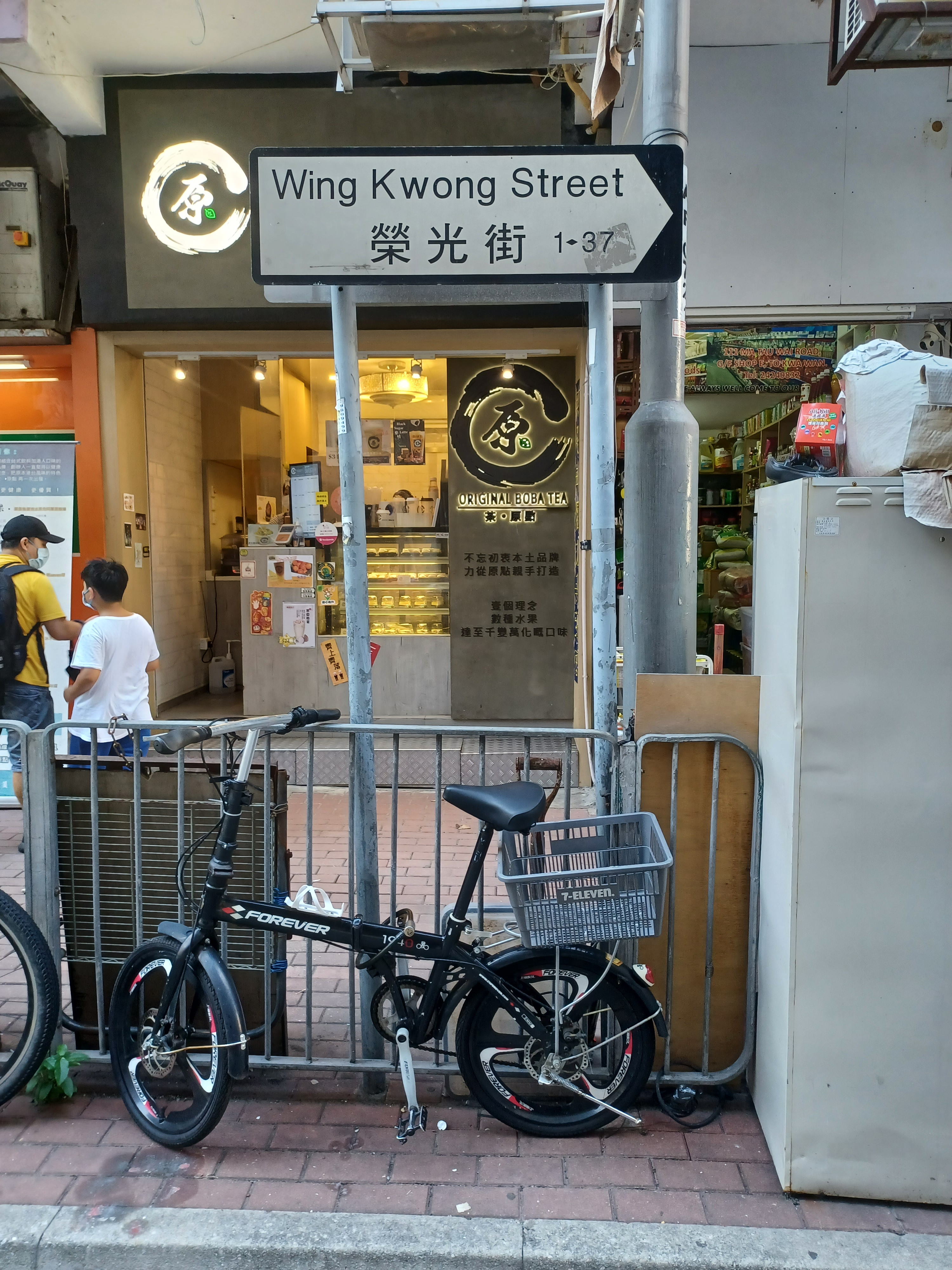
榮光街路牌(2021)

## 歷史
1952年，印度商人B.K. MURJANI於香港設立梅真尼製衣廠(Murjani Garment Factory)。1973年，梅真尼公司將位於榮光街52號之製衣廠打包上市。1988年，梅真尼公司將位於榮光街52號之製衣廠以$160M出售予恆基地產，後者於1994年將該地皮發展為榮輝大廈。
1958年，榮光街29-33號愛華大廈建成。這座“轉角唐樓”沿住狹窄嘅三角型地形興建，三角尖端用上弧形設計，形成獨特嘅唐樓景觀。

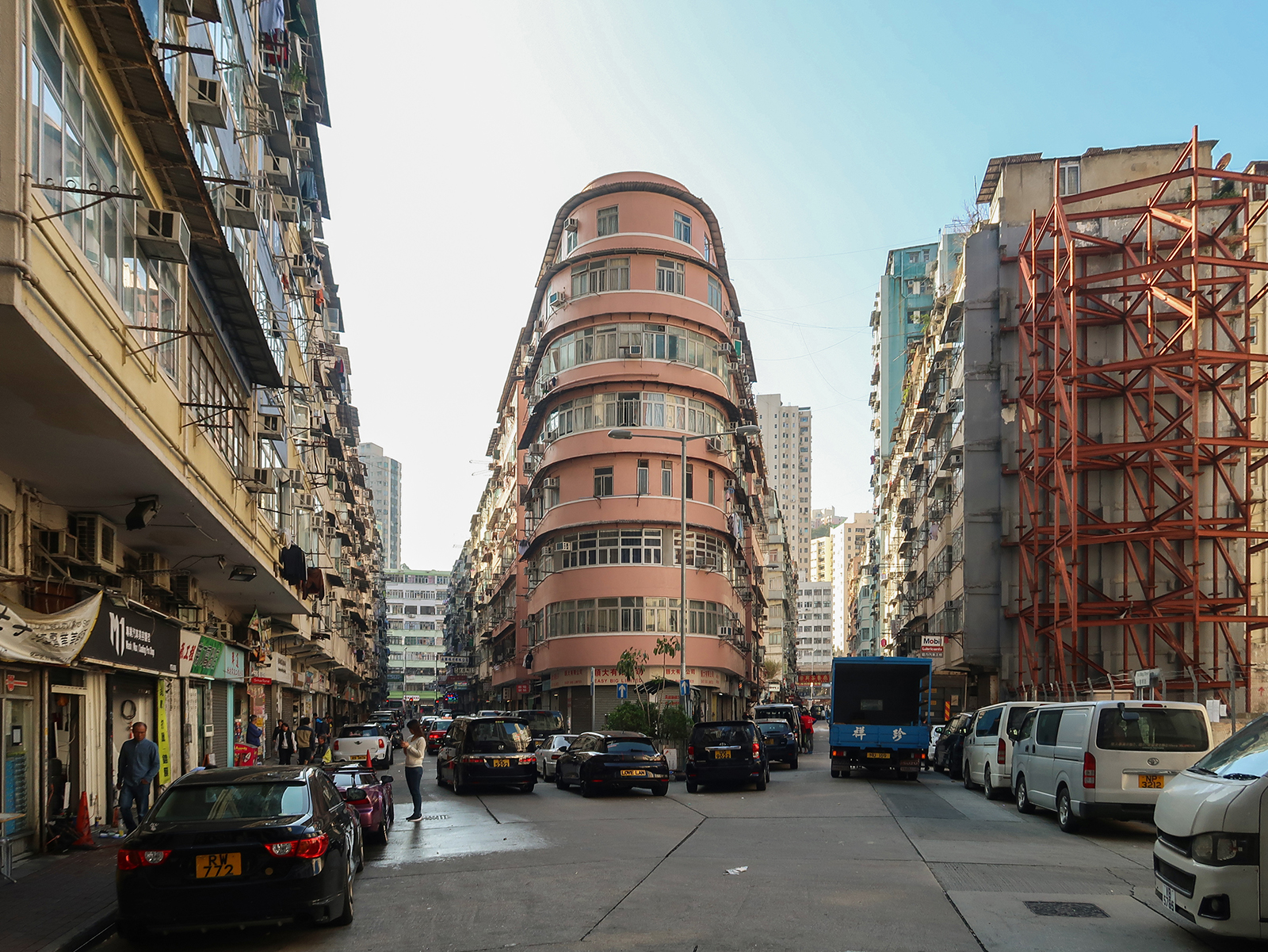
位於啟明街及榮光街交界的愛華大廈（已拆卸）

## 發展
2021年9月，恒基地產以81.89億港元奪得市區重建局庇利街/榮光街重建項目，地盤面積約79,718平方呎，可建樓面面積約71.74萬平方呎。項目有約11.9萬平方呎的商業樓面，首十年由恒基地產與市建局共同持有商業樓面，恒基地產佔租金收益70%，而市建局佔餘下30%。其後可向對方出售商業部分權益，或再共同收租五年，其後再出售商場。

## 圖集

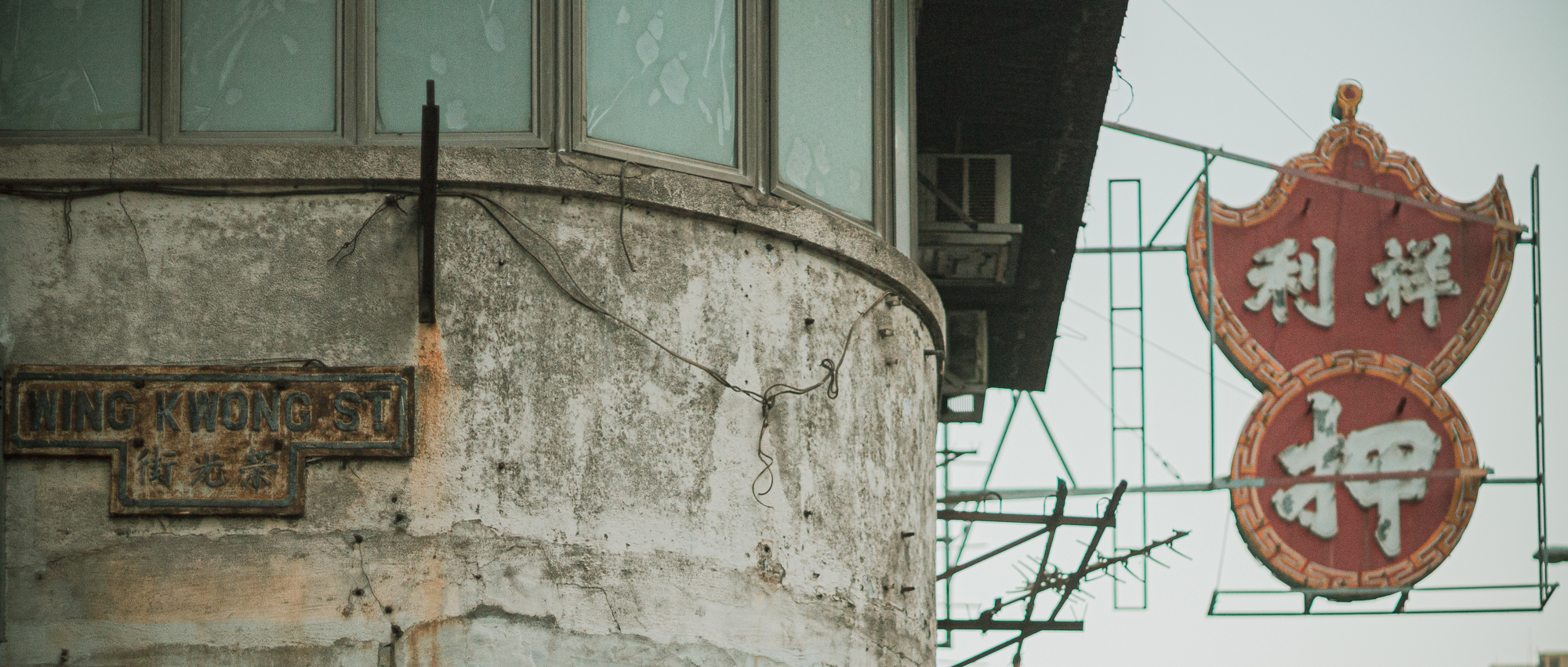
榮光街 T型路牌 + 祥利押招牌 (2019)
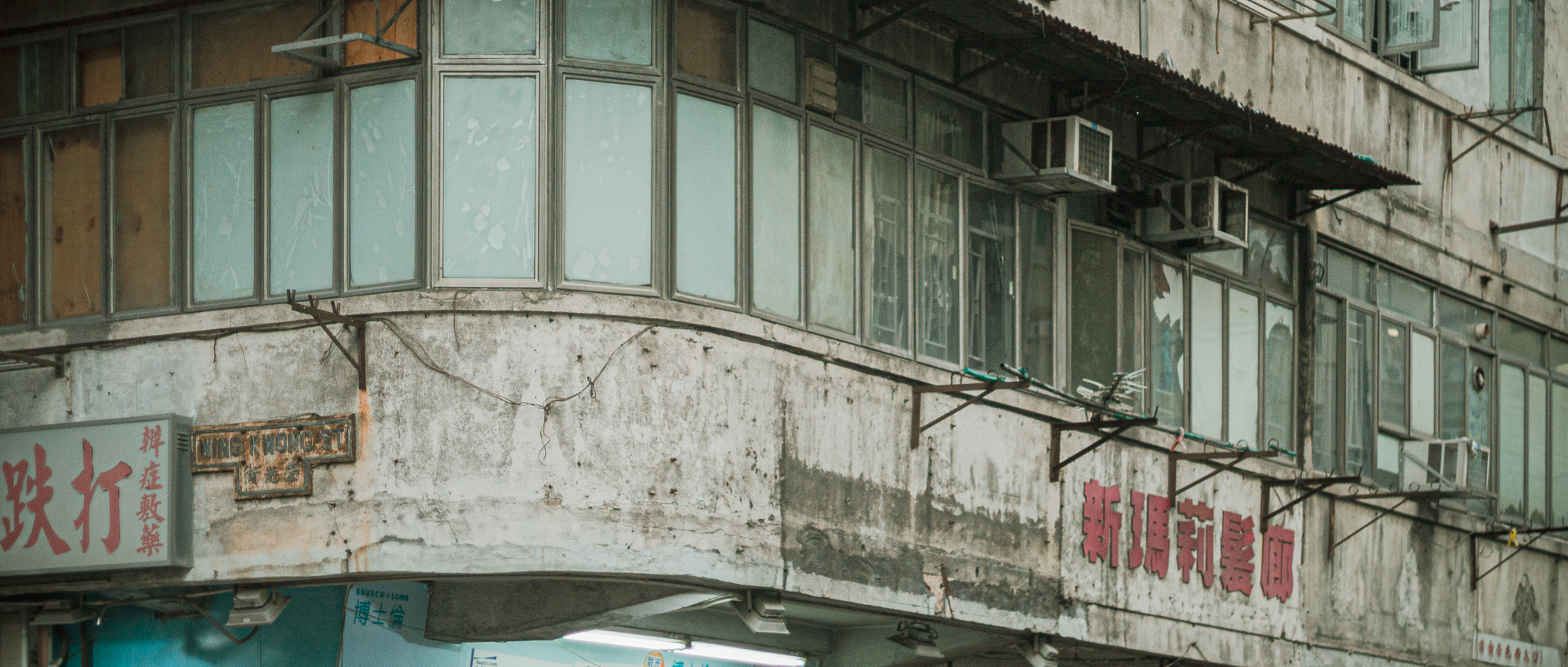
榮光街 T型路牌 街景 (2019)

## 沿線建築物
- 榮輝大廈 (土瓜灣榮光街52號)
- 土瓜灣浸信會